# George W. Romney
George Wilcken Romney (8 juillet 1907 - 26 juillet 1995) est un homme d'affaires et un homme politique américain. Né au Mexique de parents américains, ses grands-parents, mormons polygames, ont fui les États-Unis après l'interdiction de la polygamie. George Romney est revenu aux États-Unis alors qu'il était enfant. Devenu homme d'affaires, il est président d'American Motors Corporation de 1954 à 1962.
Il fait son entrée en politique en participant à l'assemblée constituante réécrivant la Constitution de l'État du Michigan en 1961-1962 et fut élu gouverneur du Michigan de 1963 à 1969 sous la bannière du Parti républicain. Il fut candidat, défait, aux élections primaires républicaines lors de l'élection présidentielle de 1968. Il est nommé secrétaire au Logement et au Développement urbain des États-Unis de 1969 à 1973 dans l'administration Nixon.
Il est le père de Mitt Romney, gouverneur du Massachusetts de 2003 à 2007 et candidat à l'élection présidentielle américaine de 2012. Il a par ailleurs un lien de parenté avec le peintre anglais George Romney (1734-1802).

## Biographie

### Jeunesse
Le grand-père paternel de George Romney était un mormon polygame marié avec cinq femmes qui s'enfuit au Mexique en 1884 pour échapper aux lois fédérales condamnant cette pratique. Ses parents, Gaskell Romney (1871-1955) et Anna Amelia Pratt, qui n'étaient pas polygames, se marièrent en 1895 à Mexico. Son grand-père maternel, Helaman Pratt, qui dirigea la mission mormone à Mexico avant de s'installer dans l'État de Chihuahua, était le fils de Parley Parker Pratt, l'un des membres du collège des Douze Apôtres.
George Romney est né le 8 juillet 1907 dans la colonie mormone de Colonia Dublán (État de Chihuahua). À la suite du déclenchement de la révolution mexicaine, sa famille dut retourner aux États-Unis en 1912. Son père exerça alors son métier de charpentier ainsi que diverses autres activités avec un succès mitigé puisque ses parents firent deux fois faillite. Au gré des activités du père, la famille s'installa à Los Angeles, dans l'Idaho, puis se fixa à Salt Lake City en 1921,,. À l'âge de douze ans, Romney commence à travailler pour aider sa famille tout en continuant de fréquenter l'école. Lors de sa dernière année au Latter-day Saints University High School, il fait la rencontre de Leonore Lafount qui deviendra sa femme, bien qu'étant au départ d'un milieu social plus élevé que le sien.
En 1926, il est sélectionné par son église pour partir deux ans comme missionnaire en Grande-Bretagne. Il passe 18 mois en Écosse puis 6 mois à Londres. Dans cette dernière ville, la compétition est si vive pour attirer les foules, qu'il s'associe avec un socialiste : l'un et l'autre se mettent d'accord pour venir de temps à autre perturber le meeting de l'autre afin de réveiller l'auditoire.

### Carrière d'affaires
Après son retour aux États-Unis, il passe une année à l'université de l'Utah avant de partir pour Washington afin de trouver un emploi et de se rapprocher d'Eleonor Lafount dont le père vient d'être embauché par le gouvernement. Lorsqu'en 1930 Eleonor s'installa à New York pour prendre des cours de théâtre, il se fit embaucher à Pittsburgh comme lobbyiste par Alcoa. La jeune fille déménagea ensuite à Hollywood où la Metro-Goldwyn-Mayer lui proposait un contrat de trois ans. Romney convainquit alors Alcoa qu'il serait plus utile sur la côte ouest où il persuada Eleonor de renoncer à sa carrière d'actrice et de l'épouser. Le couple se maria le 2 juillet 1931 au temple de Salt Lake.
En 1939, l'Automobile Manufacturers Association (AAMA) déplaça son siège de New York à Détroit. Recherchant un directeur pour ses nouveaux bureaux, Pyke Johnson, vice-président de l'association, proposa le poste à Romney. Après 9 années à travailler pour Alcoa, Romney accepta le poste et en 1942, il fut promu directeur général.

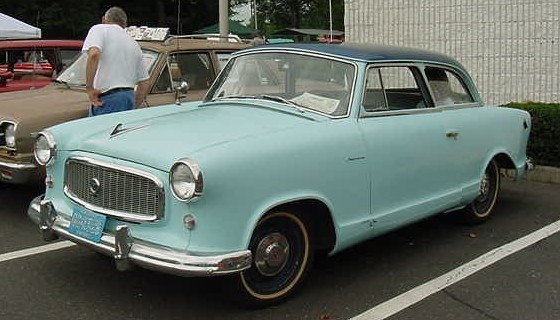
La Nash Rambler de 1959.

Au cours de la Seconde Guerre mondiale, George Romney fut le directeur du Conseil automobile pour la production de guerre qui coordonnait les industriels du secteur afin de maximiser leur contribution à l'effort de guerre. À Détroit, en partenariat avec le syndicaliste Victor G. Reuther, il s'efforça d'améliorer les conditions d'existence des travailleurs et obtint du gouvernement la construction de logements pour les noirs afin de remédier aux causes de l'émeute raciale de juin 1943 qui avait entrainé la mort de 34 personnes dans des affrontements entre blancs et noirs.
À l’AAMA, il se lia d'amitié avec George W. Mason (en), le président de la société. Il suivit Mason quand celui-ci devint en 1948 président de Nash-Kelvinator Corporation. Romney assura le développement de la marque Rambler puis en 1954, à la suite de la fusion de Nash-Kelvinator avec Hudson Motor Car Company dans la toute nouvelle American Motors Corporation (AMC). Romney devint le vice-président de la nouvelle société automobile. À la suite de la mort de Mason, Romney lui succéda comme président de AMC. La compagnie se développa sous sa direction.

### Carrière politique
Après avoir sauvé American Motors de la faillite, il se lance dans la carrière politique. De 1961 à 1962, il dirigea la convention qui révisa la constitution du Michigan. En 1962, il est élu gouverneur de l'État sous les couleurs républicaines. Dans une époque troublée par les tensions raciales, il fut un ardent défenseur du combat pour les droits civiques[réf. nécessaire]. En 1965, il se rend au Viêt Nam et en revient estimant que la guerre était «moralement juste et nécessaire». En 1967, il doit faire face aux émeutes sanglantes de Détroit.
La même année, il annonce sa candidature à l'élection présidentielle de 1968 et participe aux élections primaires du côté républicain. Candidat des républicains centristes, sa religion mormone constitua un handicap utilisé par ses concurrents tout comme son revirement sur la guerre du Viêt Nam. Revenant sur son voyage effectué deux ans plus tôt, il estime avoir subi « un lavage de cerveau » par les militaires. Conjugué à ses positions progressistes sur les droits civiques, ce revirement lui coûta l'investiture républicaine. Le 28 février 1968, en chute libre dans l'électorat républicain, il annonce son retrait de la course présidentielle.
Après l'élection de Richard Nixon à la présidence, Romney fut nommé secrétaire au logement et au développement urbain jusqu'en 1973. Il se retire ensuite de la vie politique mais reste un membre éminent de l'église mormone. En 1994, il participe à la campagne de son fils Mitt Romney quand celui-ci tente d'être élu sénateur du Massachusetts contre Ted Kennedy. La même année, il apporte son soutien au républicain Spencer Abraham contre son ex-belle-fille Ronna Romney (en) lors des élections primaires pour le poste de sénateur du Michigan.

## Vie personnelle
Avec son épouse, Eleonor Lafount, il a eu quatre enfants : Lynn, Jane, George Scott et Mitt. George W. Romney est mort en 1995 d'un infarctus du myocarde. La maison du gouverneur du Michigan à Lansing fut appelé en son honneur, George W. Romney Building ainsi que le George W. Romney Institute of Public Management à la Brigham Young University.

### Sources et bibliographie
- (en) Cet article est partiellement ou en totalité issu de l’article de Wikipédia en anglais intitulé « George Wilcken Romney » (voir la liste des auteurs).

- Cet article est partiellement ou en totalité issu de l'article intitulé « George Wilcken Romney » (voir la liste des auteurs).
- D. Duane Angel, Romney: A Political Biography (1967)
- Hess, Stephen and David S. Broder. The Republican Establishment: The Present and Future of the G.O.P. New York : Harper & Row, 1967.
- T. George Harris, Romney's Way: A Man and an Idea (1967)
- Clark R. Mollenhoff, George Romney: Mormon in Politics (1968)